# 甘肃红景天
甘肃红景天（学名：Rhodiola kansuensis），为景天科红景天属下的一个种。

## 扩展阅读
維基物種上的相關：甘肃红景天